# 쓰쿠바 대학 축구부
쓰쿠바 대학 축구부(일본어: 筑波大学蹴球部)는 일본  이바라키현 쓰쿠바시에 위치한 쓰쿠바 대학의 축구부이다.